# Apostelfågel
Apostelfågel (Struthidea cinerea) är en gråsvart, rörlig och stor tätting, en av två arter i familjen murarkråkor, båda enbart förekommande i Australien. Den har fått sitt namn eftersom den sägs röra sig i grupper om tolv individer, vilket var apostlarnas antal.

## Utseende
Apostelfågeln är en 33 centimeter lång huvudsakligen mörkgrå fågel med lång svart stjärt som glänser grönt i solljuset. De grå fjädrarna på huvudet, nacken och bröstet är spetsade med blekare gråvit och vingarna är brunaktiga. Näbb och ben är svarta medan ögonen är bruna eller vita.

## Utbredning och systematik
Apostelfågel förekommer enbart i Australien och delas in i två underarter med följande utbredning:
- Struthidea cinerea dalyi – förekommer i inre Northern Territory och norra Queensland
- Struthidea cinerea cinerea – förekommer från centrala Queensland till norra Victoria och sydöstra South Australia

Den placeras som enda art i släktet Struthidea. Apostelfågeln är nära släkt med kidnapparfågeln (Corcorax melanoramphos). Tillsammans bildar de den lilla fågelfamiljen murarkråkor. De tillhör en grupp familjer där även bland andra kråkfåglar, törnskator, monarker och paradisfåglar ingår.

## Levnadssätt
Fågeln påträffas i torrt och öppet skogslandskap, framför allt  Callitris i New South Wales och Casuarina i Queensland, och i Northern Territory i områden med Macropteranthes kekwickii och Acacia shirleyi. Apostelfåglar är mycket sociala fåglar som även häckar kooperativt, där varje grupp ofta endast innehåller ett häckande par. De övriga kan vara ungfåglar från tidigare år eller helt obesläktade vuxna individer. De hjälps alla åt att bygga och försvara det murade boet, turas om att ruva äggen och när äggen kläcks mata ungarna och hålla boet rent. Vintertid formar arten större grupper och rör sig över ett större område.

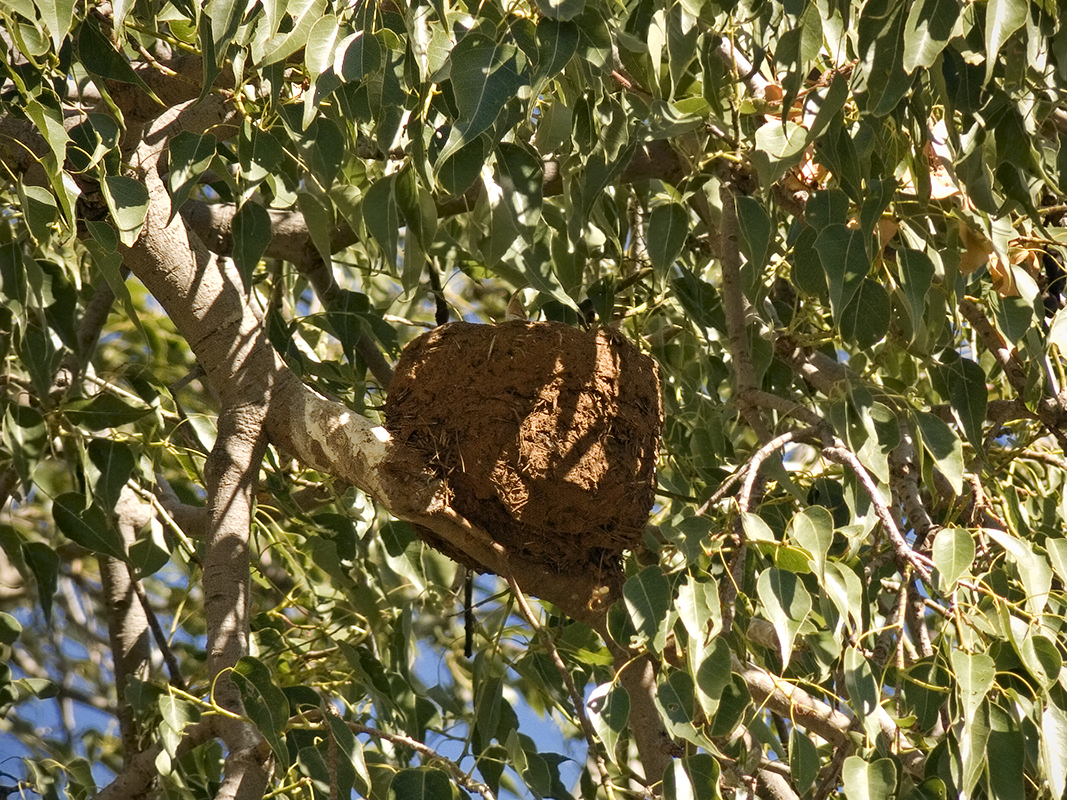
Murat apostelfågelbo högt i ett fikonträd

Häckningssäsongen är mellan augusti och september. Boet är en djup skål av gräs som hålls samman av lera eller ibland gödsel. Det placeras i en grenklyka upp till sju eller åtta meter ovan mark. Däri läggs tre till fem blekt blåvita ägg sparsamt fläckade med brunt och lavendel. 

## Status och hot
Arten har ett stort utbredningsområde och en stor population med stabil utveckling och tros inte vara utsatt för något substantiellt hot. Utifrån dessa kriterier kategoriserar internationella naturvårdsunionen IUCN arten som livskraftig (LC). Världspopulationen har inte uppskattats men den beskrivs som vanlig.

## Namn
Apostelfågeln har fått sitt namn efter de tolv apostlarna eftersom den sägs röra sig i familjegrupper om tolv individer. I själva verket kan en grupp apostelfåglar bestå av allt mellan sex och 20 individer, som kan slå sig samman med andra familjegrupper för att forma grupper med mer än 40 fåglar.

## Bilder

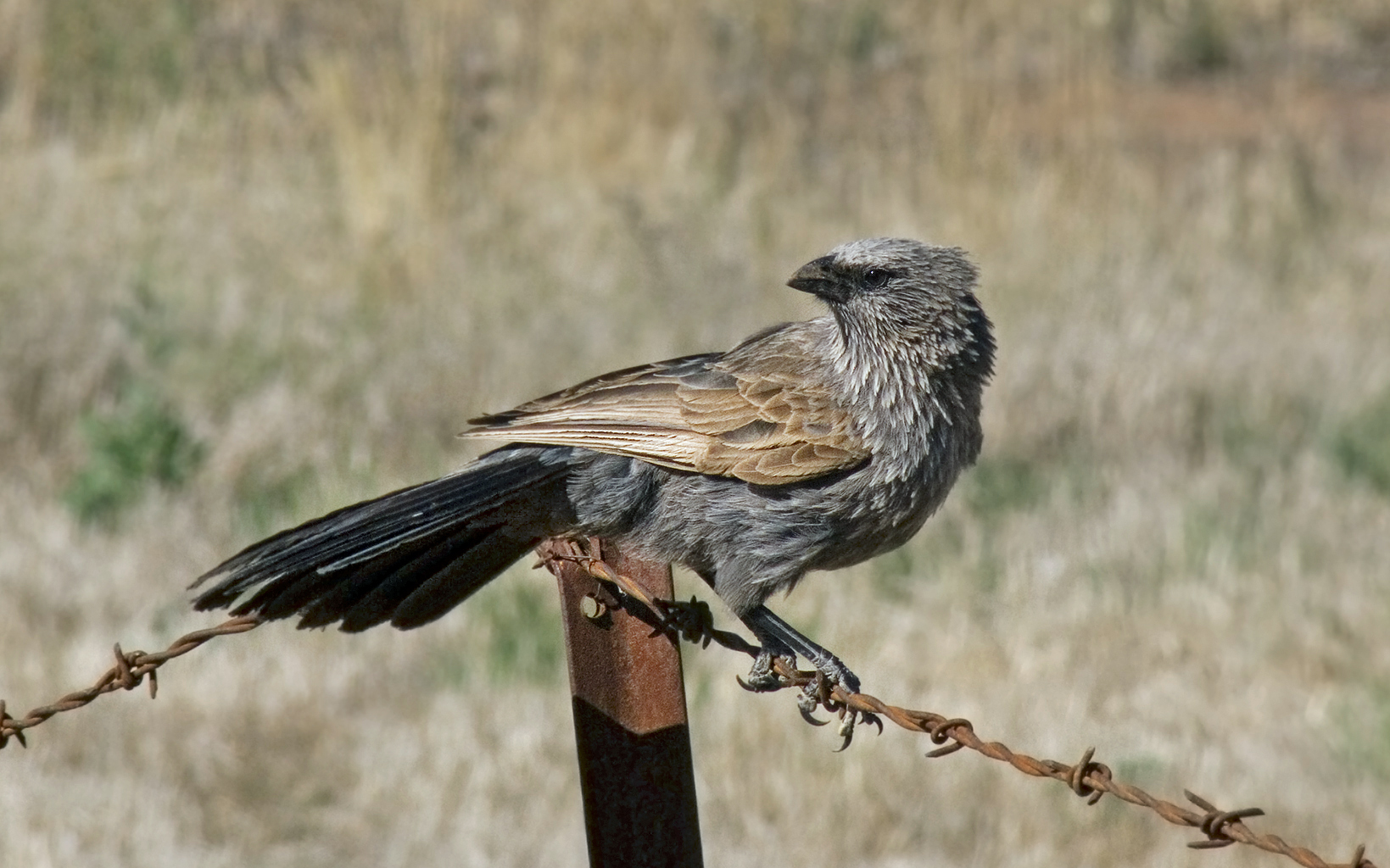
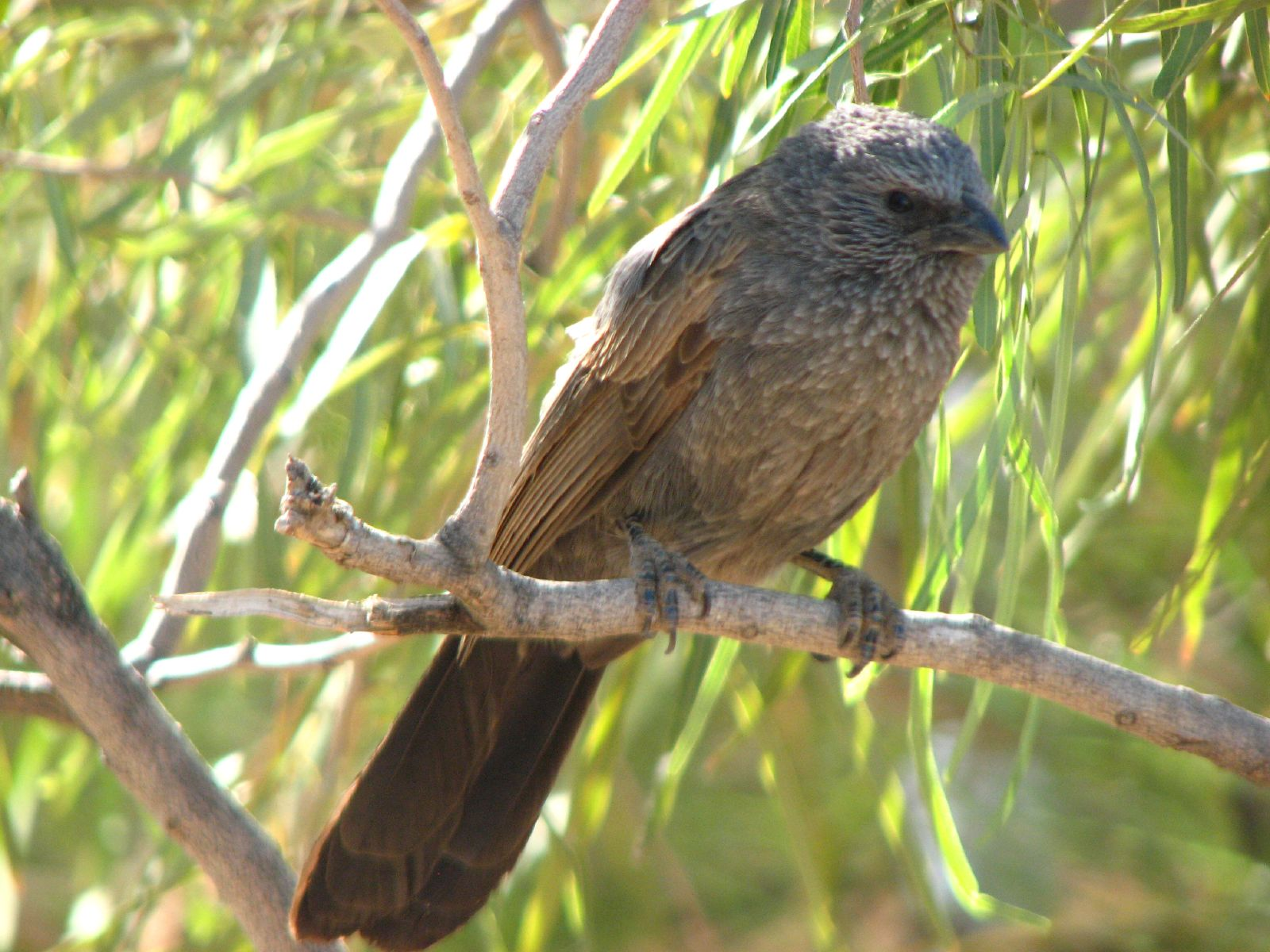
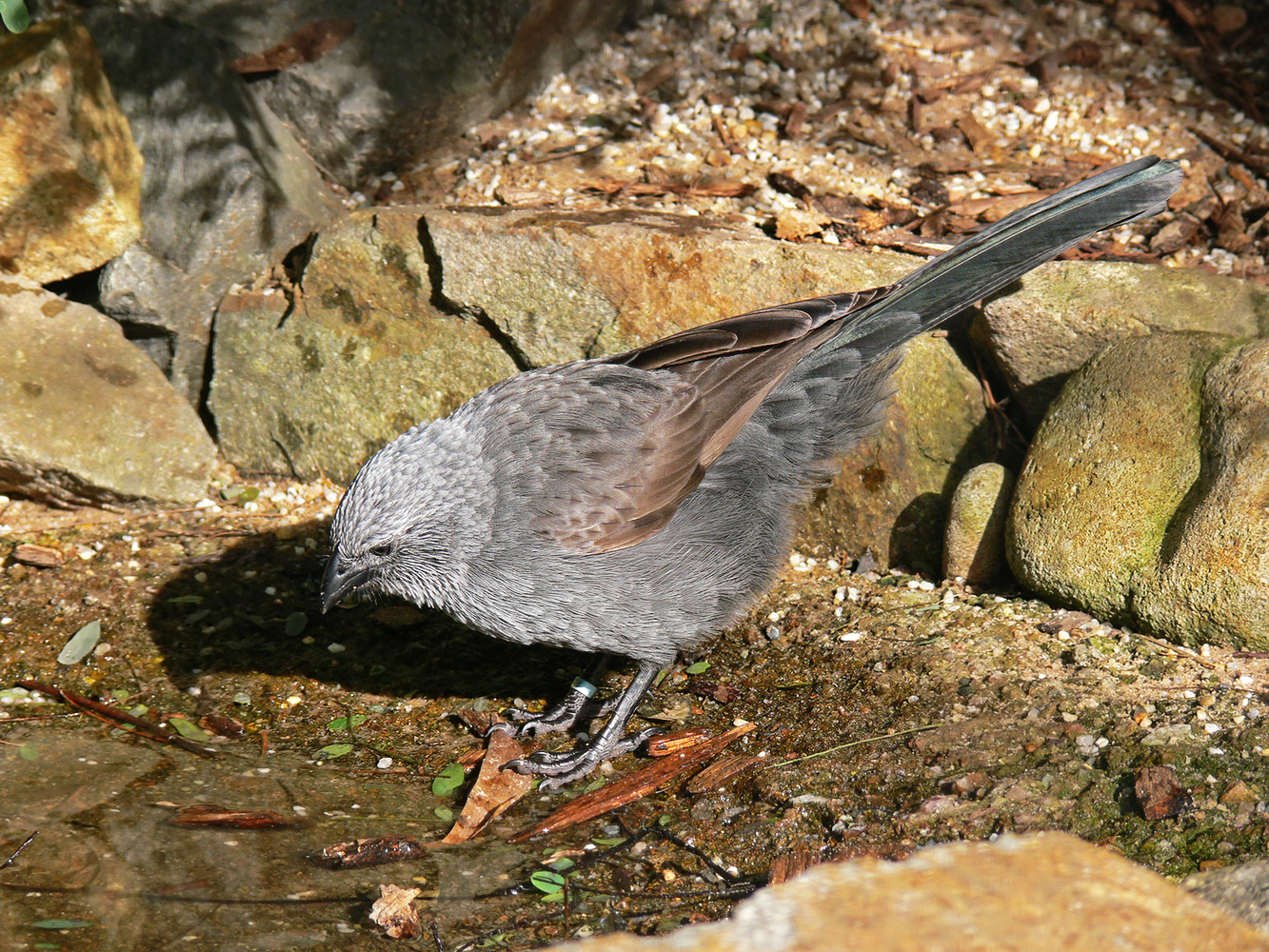
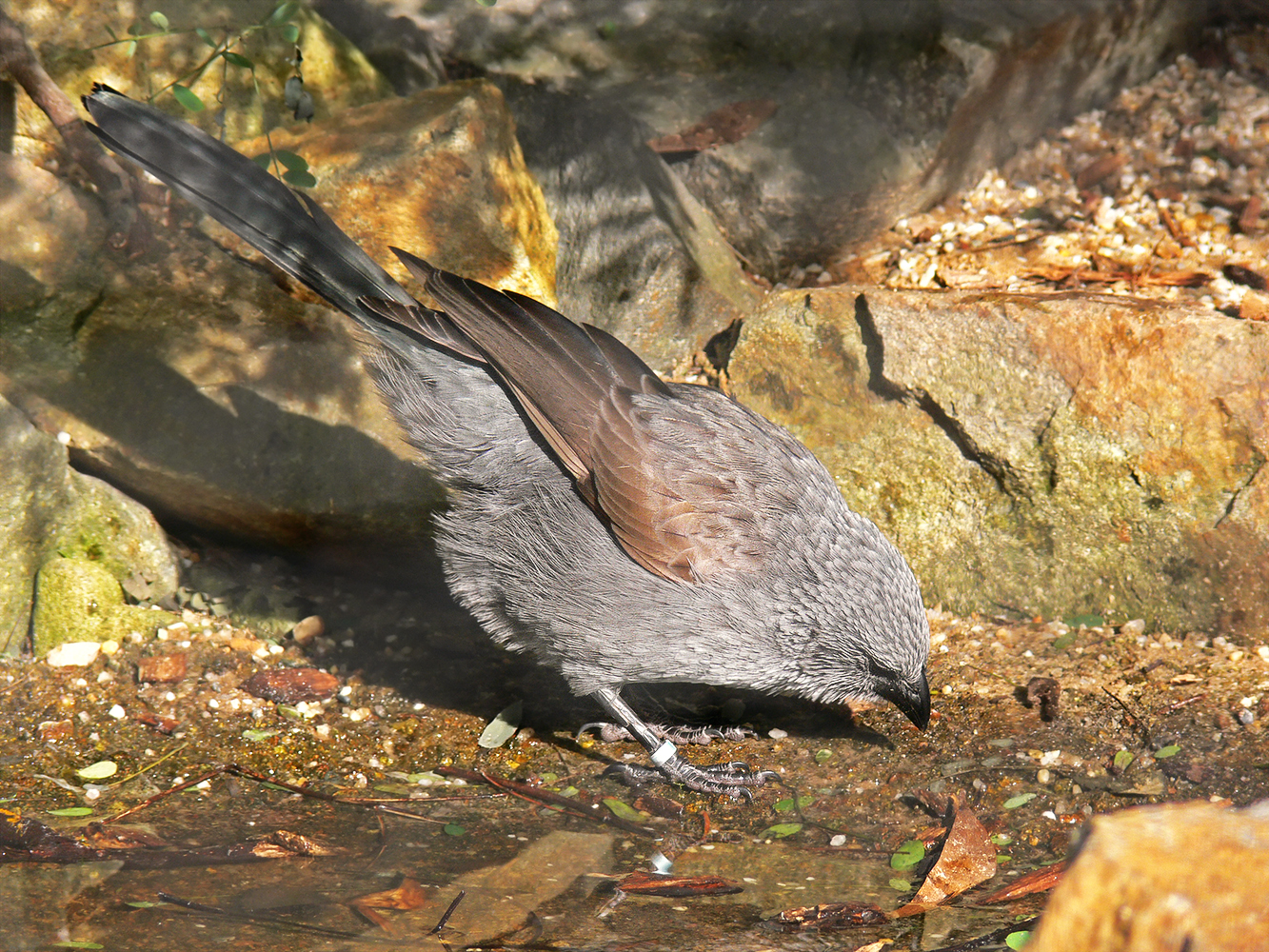
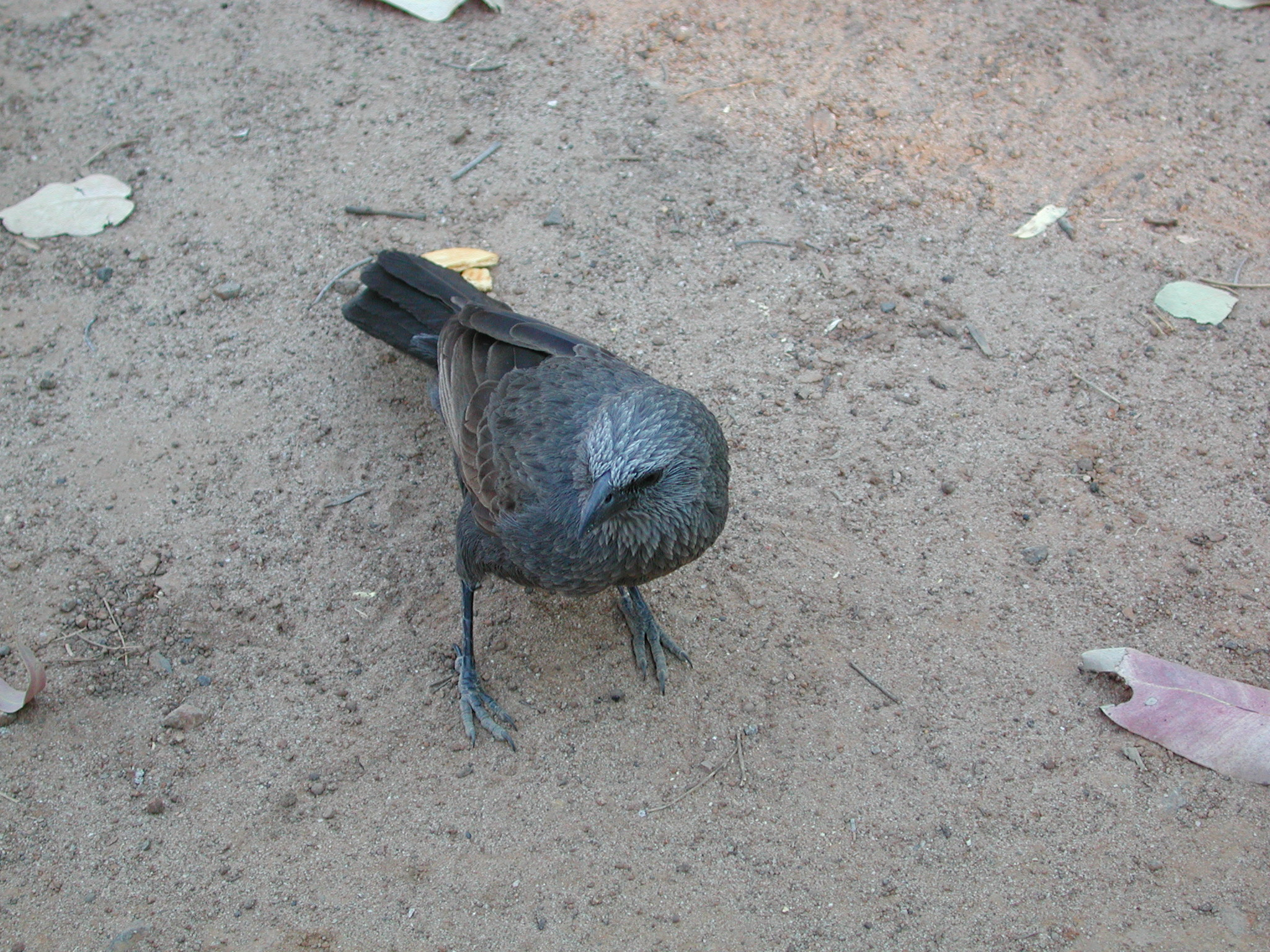
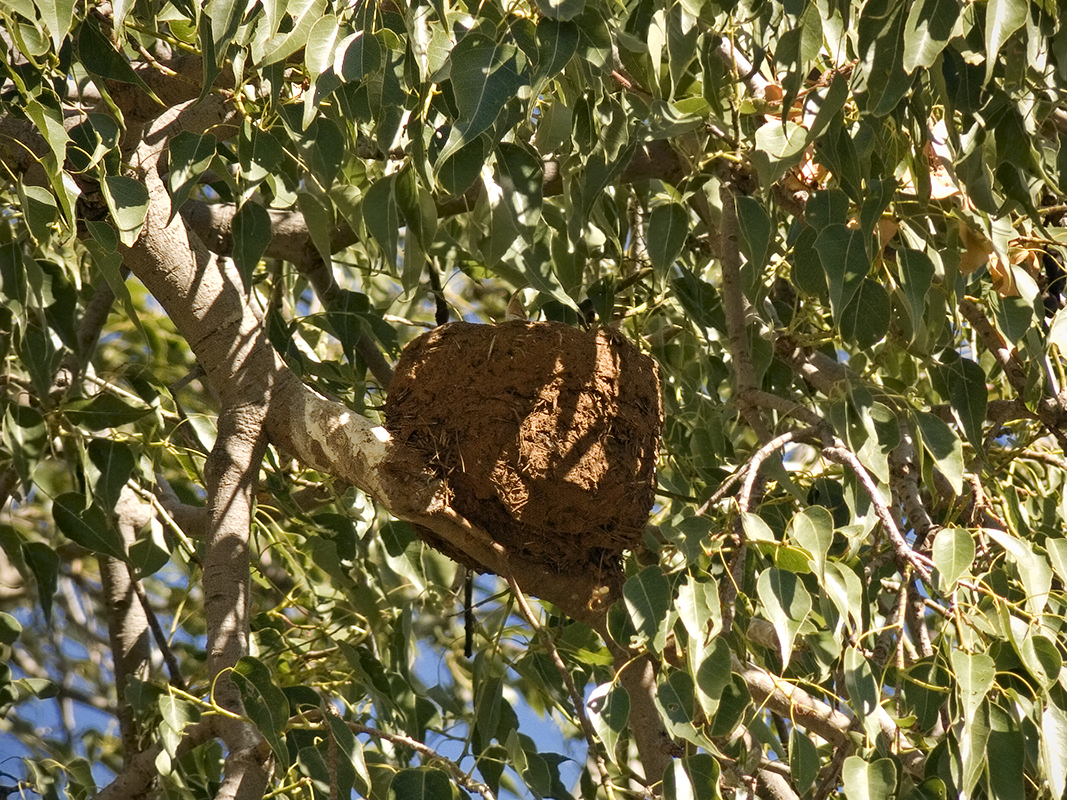
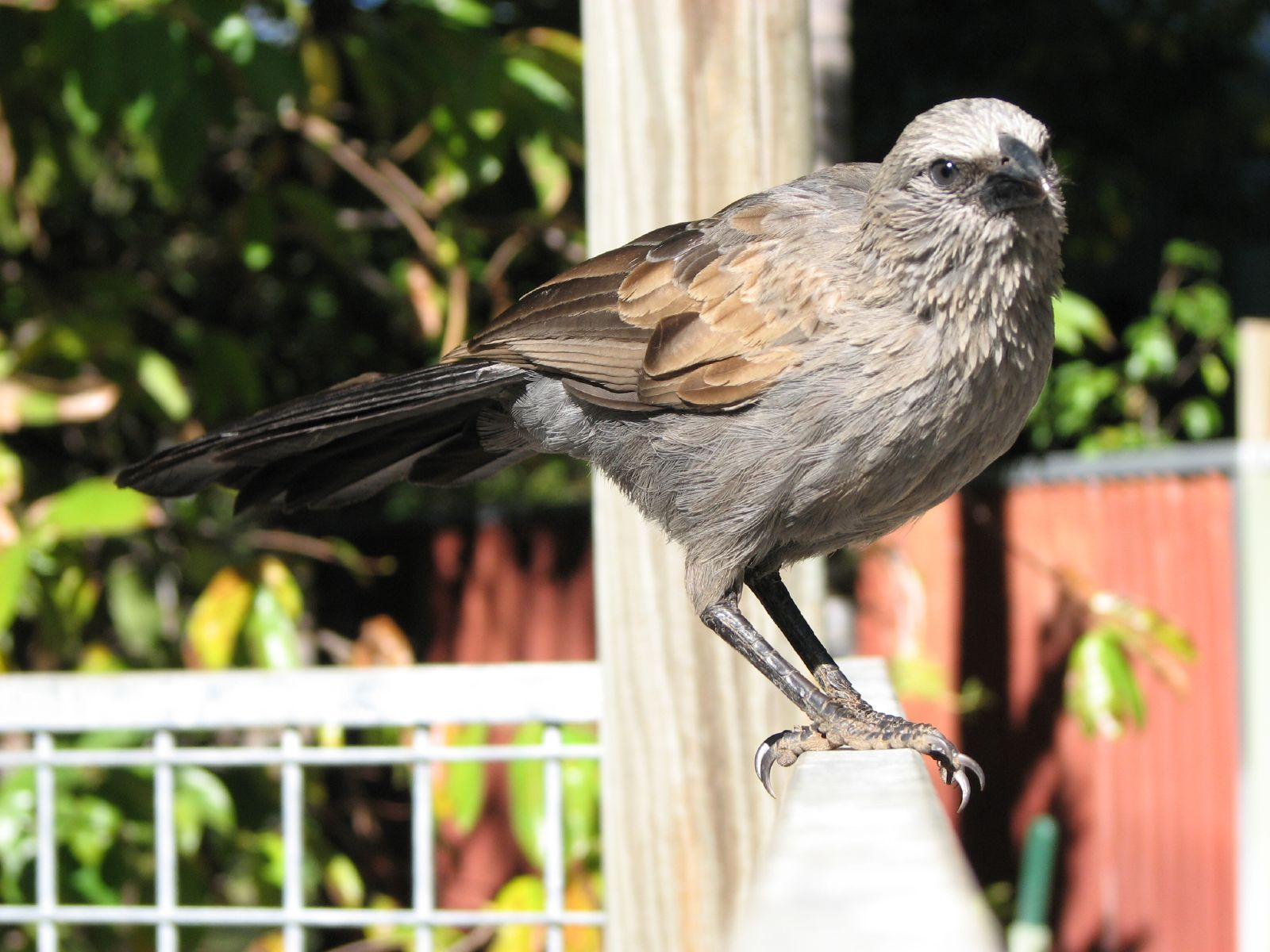
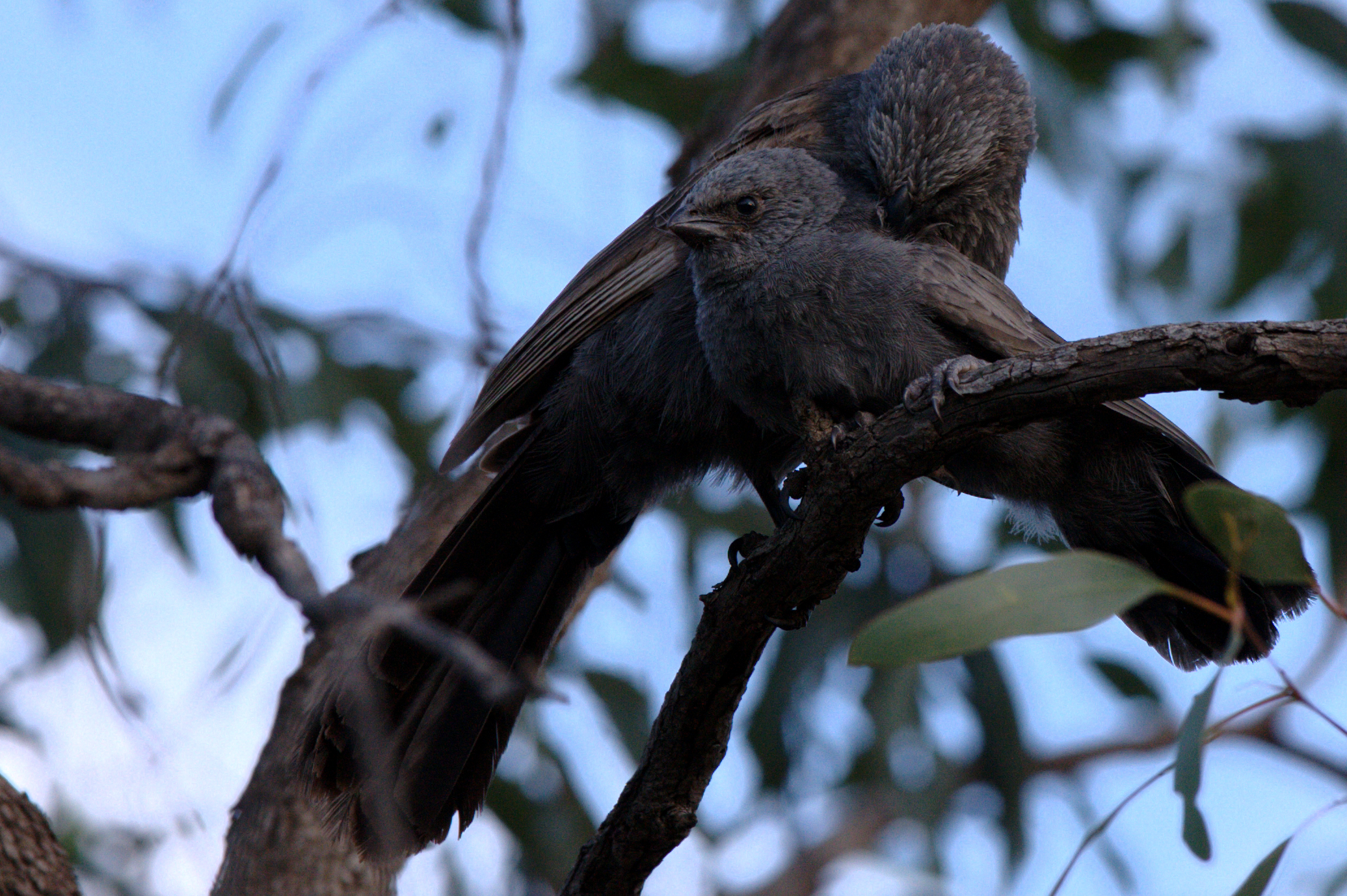
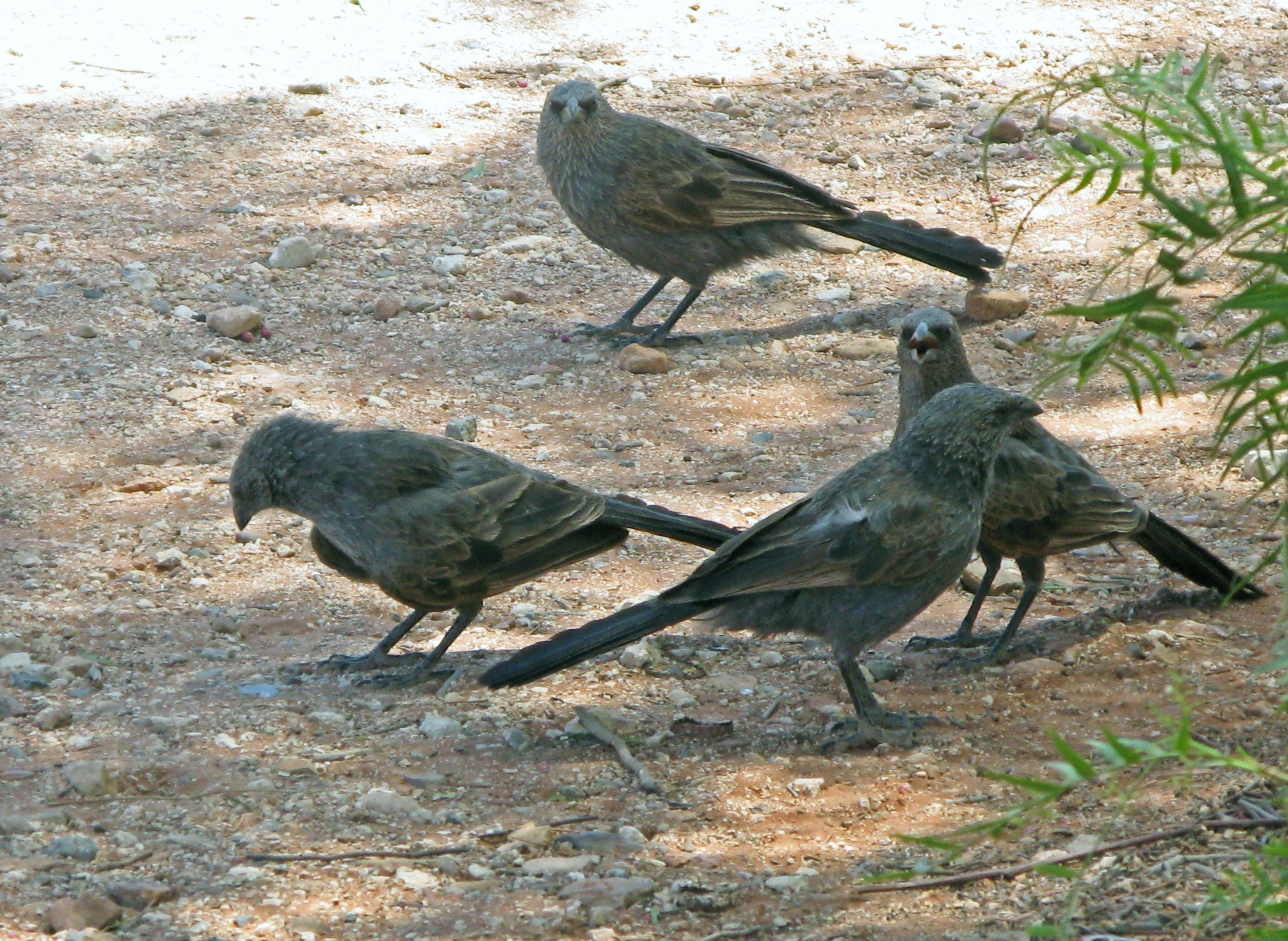
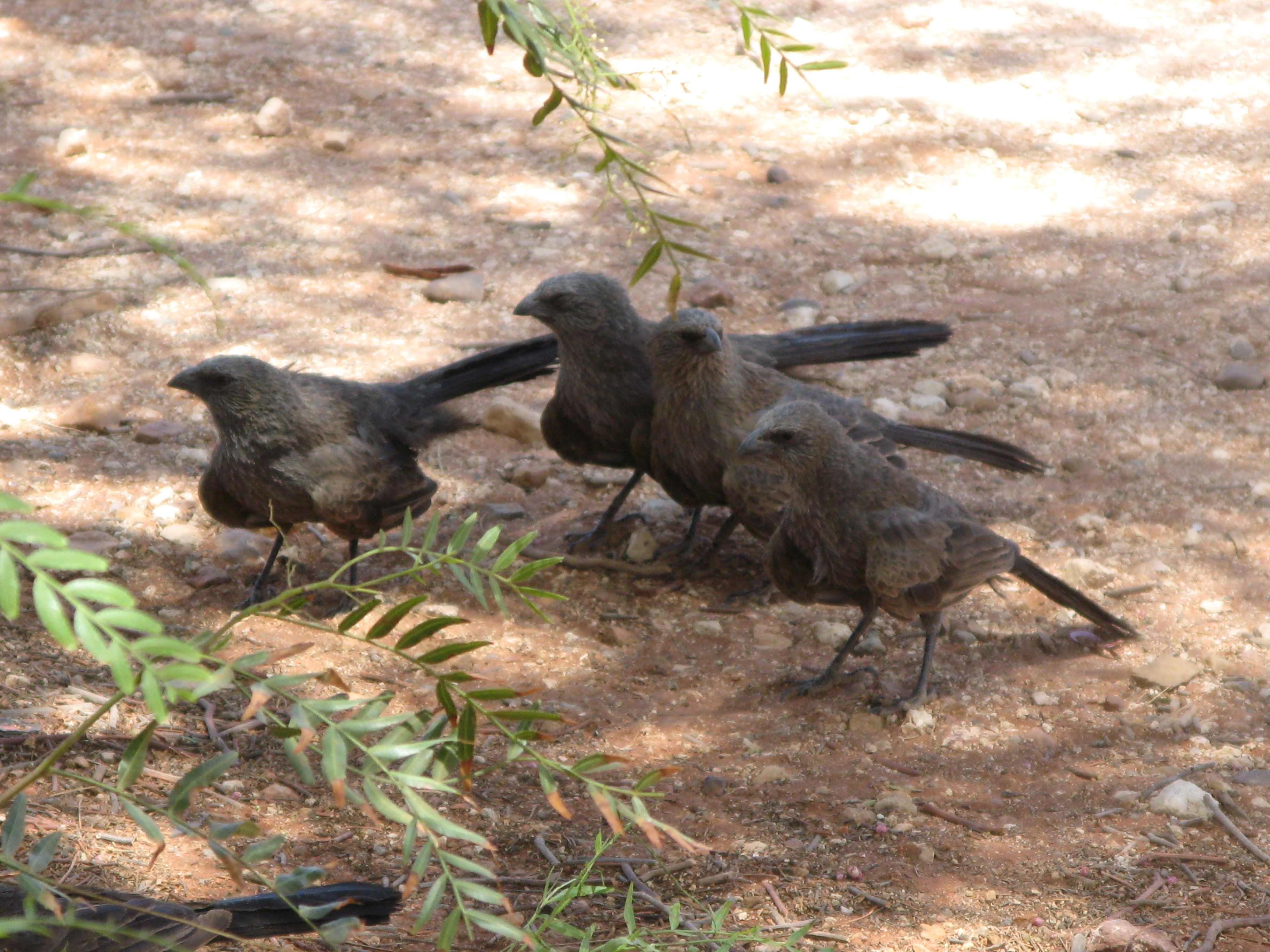